# Santa María Atzompa
Santa María Atzompa är en kommun i Mexiko.   Den ligger i delstaten Oaxaca, i den sydöstra delen av landet, 400 km sydost om huvudstaden Mexico City. Antalet invånare är 19 876.
Följande samhällen finns i Santa María Atzompa:
- San Jerónimo Yahuiche
- Fraccionamiento Riberas de San Jerónimo
- La Cañada
- Fraccionamiento Real Santa María
- Monte Albán
- San José Hidalgo
- Colonia Odisea